# Sakaide

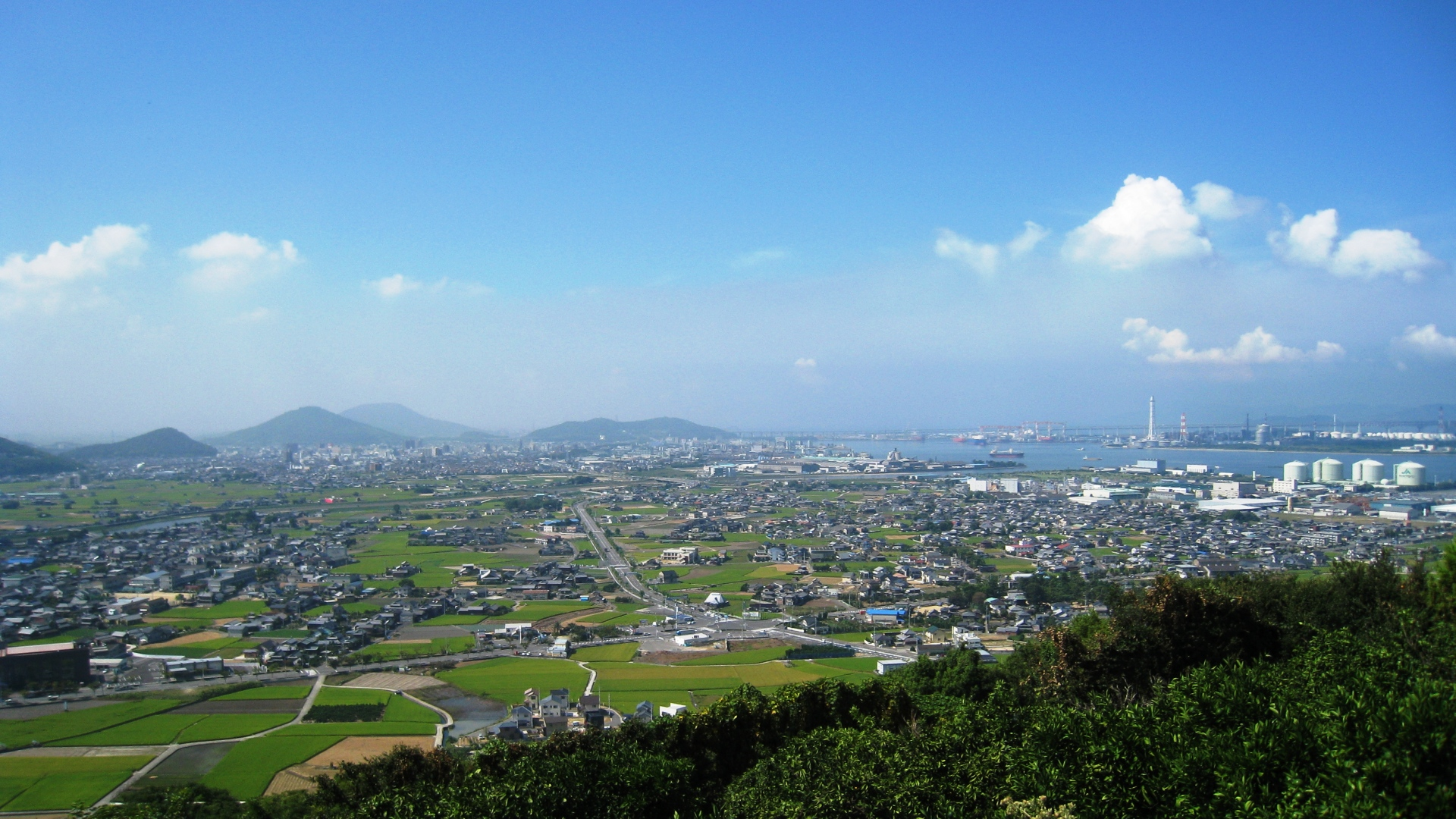
Sakaide

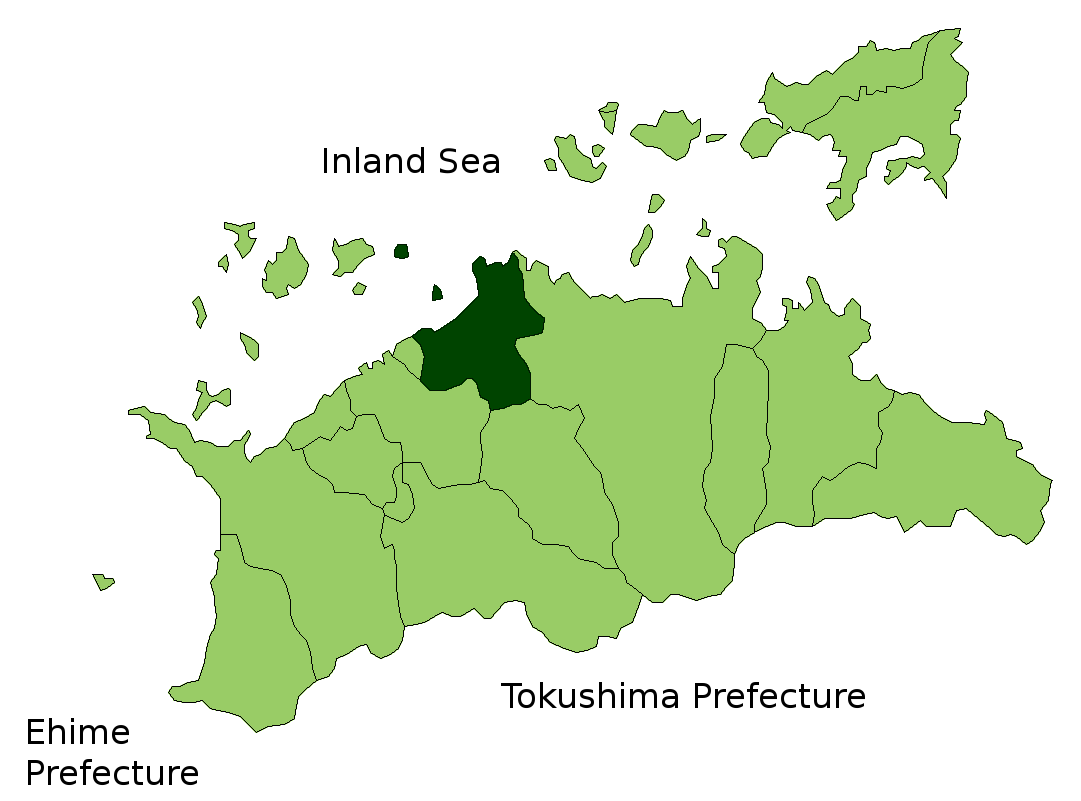

Sakaide (坂出市 Sakaide-shi?) este un municipiu din Japonia, prefectura Kagawa.